# Río Piura
El río Piura es un río de la vertiente del Pacífico de la costa norte del Perú. Fue hasta el Pleistoceno Superior un afluente del río Chira (Paleo-Chira) que desembocaba hacia lo que ahora es el Bajo Piura. Además, para entonces, el río Piura tenía una cuenca menor y por tanto menor aporte de lo que fue el río Paleo-Cascajal. La red fluvial de todos estos ríos como la conocemos ahora recién terminó de formarse en el Holoceno.
El río Piura desembocaba en el océano Pacífico cerca de Sechura hasta 1891, cuando producto de las numerosas inundaciones provocadas por el fenómeno El Niño, terminó desembocando en el entonces lago Ramón. Desde entonces, el río Piura solo regresó a su cauce original durante el Mega-Niño de 1983.

## Geografía
El río Piura nace a 3.600 m, como río Huarmaca, en la divisoria de la cuenca del río Huancabamba, en la provincia del mismo nombre, donde inicia su recorrido cruzando las provincias de Morropón y Piura. Su cauce de 280 km tiene una dirección general de sur a norte, con curvatura desde la quebrada San Francisco hasta la caída de Curumuy, (donde se produce el aporte de un caudal regularizado por la represa de Poechos) luego en dirección suroeste hasta llegar a su desembocadura al océano Pacífico, en la bahía de Sechura, a través del estuario de Virrilá.
La cuenca hidrográfica tiene una superficie de 12.216 km², desde su naciente hasta su desembocadura en el océano Pacífico, por el estuario de Virrilá

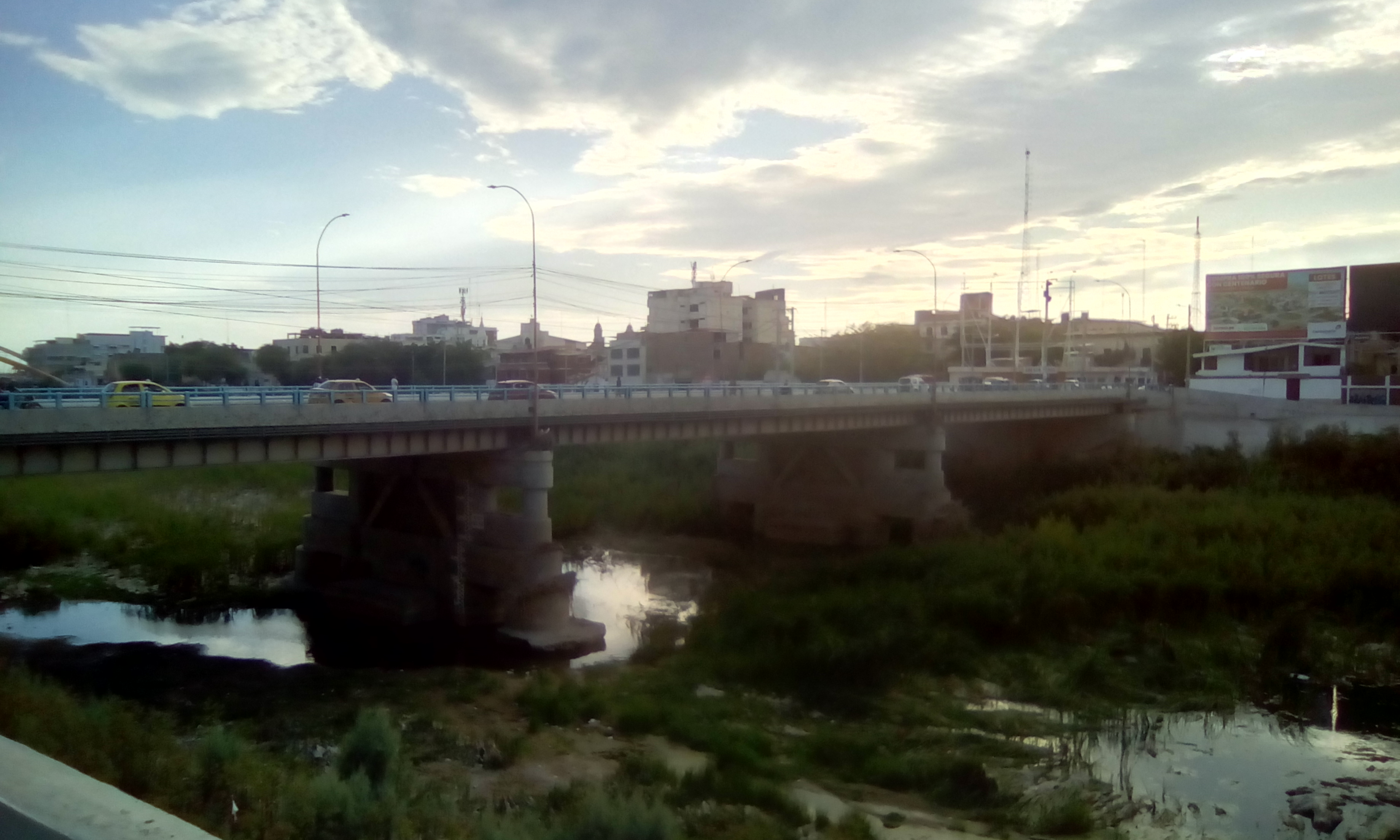
El puente Sánchez Cerro cruza el rio Piura en la ciudad homónima.

La pendiente media del río Piura entre la laguna Ramón y la ciudad de Piura es de 0,03%, y entre Piura y Tambogrande de 0,08%. Aquí termina lo que comúnmente se denomina parte baja de la cuenca. La cuenca media se extiende entre Tambogrande y la confluencia del río San Martín. Las pendientes entre Tambogrande y Malacasí son del 0,13%, y entre Malacasí y el punto de confluencia del río Piura y San Martín 0,35%. Sus afluentes a partir de la cota 300 m, tienen una pendiente media del 10%, llegando en las partes altas hasta el 15%, en lo que se configura la parte alta de la cuenca.

## Caudales de crecida
Los caudales de crecidas son relativamente bien conocidos en la parte baja de la cuenca, por los aforos que se hicieron durante las crecidas del año 1998, y también por el cálculo confiable que se puede hacer en las obras de derivación (presa de Los Ejidos). Sin embargo, las condiciones hidráulicas aguas abajo de la represa pueden influir en caudales fuertes cuando no existen condiciones de mayor socavación (primeras crecidas).
Para dicha obra, se hizo una verificación del caudal pico de las crecidas del año 1998 (caudal pico estimado: 4424 m³/s) evaluado mediante fórmulas de vertedero y compuertas. Las estimaciones, tomando en cuenta una influencia parcial del nivel de agua aguas abajo de la presa llegan a valores ligeramente inferiores (-5 %).
Aforos hechos en períodos diferentes durante el año 1998, muestran las variaciones de la sección del cauce en la parte baja (Piura), y la profundización del río conforme las crecidas. Según Instituto Nacional de Desarrollo - INADE, para la crecida más fuerte, el nivel máximo alcanzado fue menor que el nivel máximo de la primera crecida, con caudal de solamente 2200 m³/s.
Pero aguas arriba, los caudales de crecida se conocen con menor precisión:
- en Tambo Grande por falta de una buena sección de control,
- en Puente Ñacará (Chulucanas), por existir variaciones importantes de sección del cauce durante crecidas, se estima la precisión de caudales de crecida a un 40%.

### Crecidas del año 1998
La ciudad de Piura fue inundada por las fuertes lluvias locales, agravado por la capacidad insuficientes de los drenes existentes, que permiten evacuar las aguas pluviales a derivaciones del río. 
Los drenes desembocando en el río fueron cerrados durante todo el período de crecidas, aunque tal vez hubieran podido funcionar en períodos con nivel del río suficientemente bajo.
El encauzamiento del río, realizado después de las crecidas del año 1983, se diseñó para un caudal de 4.000 m³/s, y no se produjeron desbordes en la ciudad. Dos puentes se cayeron por problemas de socavación (puente Viejo y puente Bolognesi).
También cabe señalar que este año se produjo una crecida con 3100 m³/s (febrero - marzo de 1999).
Tiene un origen muy modesto en Huarmaca, provincia de Huancabamba. Se asegura que la Iglesia de ese lugar tenía un techo de calamina a dos aguas. Cuando llovía, las aguas de un lado iban a dar a una acequia que vierte sus aguas al Huarmaca para formar el Piura y desembocar en el Pacífico. Las aguas del otro lado del techo, iban a otra acequia que alimentaba quebradas tributarias del Huancabamba río de la vertiente del Atlántico. 
El río Piura tiene casi todos sus afluentes en la margen derecha, pues provienen de los contrafuertes de los Andes. Los primeros tributarios son Las Tunas y Pusmalca. Más al norte de la población de Salitral, tiene al río Bigote, Corral del Medio, Gallega y las quebradas de las Damas, Charanal, Yapatera, Guanábano, Paccha y San Francisco. Por el lado izquierdo, o sea el que mira al desierto, hay algunas quebradas que sólo en tiempo de grandes avenidas aportan aguas y también son afluentes Río Seco y Los Tortolitos. 
El Piura tiene 130 kilómetros de recorrido y su régimen de aguas ha sido siempre irregular. Otros geógrafos, consideran que el Río Piura, en sus nacientes corresponde al río San Martín y no al Huarmaca, en cuyo caso su longitud es de 244 kilómetros.

### Desborde en el año 2017
El 27 de marzo de 2017, el río Piura llegó a niveles de 3700 a 3900 m³/s desbordándose e inundado numerosos distritos del Bajo Piura e incluso Castilla y el centro mismo de la ciudad. La Plaza de Armas presentaba niveles de 1.5 metros en sus calles.